# توماس س. دورانت
توماس س. دورانت (بالإنجليزية: Thomas C. Durant)‏ هو طبيب وشخصية أعمال أمريكي، ولد في 6 فبراير 1820 في لي في الولايات المتحدة، وتوفي في 5 أكتوبر 1885 في مقاطعة وارين في الولايات المتحدة.